# Au sud de Tahiti
Pour plus de détails, voir Fiche technique et Distribution.
Au sud de Tahiti (South of Tahiti) est un film américain en noir et blanc réalisé par George Waggner, sorti en 1941.

## Synopsis
Trois chasseurs de perles se retrouvent échoués sur une île du Pacifique sud.

## Fiche technique
- Titre : Au sud de Tahiti
- Titre original : South of Tahiti
- Réalisation : George Waggner
- Scénario : Gerald Geraghty, Ainsworth Morgan
- Production : George Waggner
- Société de production et de distribution : Universal Pictures
- Direction artistique : Jack Otterson
- Photographie : Elwood Bredell
- Montage : Frank Gross
- Musique : Frank Skinner
- Costumes : Vera West
- Pays de production :  États-Unis
- Langue originale : anglais
- Format : noir et blanc - pellicule : 35 mm - Format d'image : 1,37:1 - son : Mono (Western Electric Mirrophonic Recording)
- Genre : Aventures
- Durée : 78 min
- Dates de sortie :
  - États-Unis : 17 octobre 1941
  - France : 18 mai 1951
- Affiche : René Lefèbvre (France)

## Distribution
- Brian Donlevy : Bob
- Broderick Crawford : Chuck
- Andy Devine : Moose
- María Montez : Melahi
- Henry Wilcoxon : Capitaine Larkin
- H. B. Warner : High Chief Kawalima
- Armida : Tutara
- Abner Biberman : Tahawa
- Ignacio Sáenz : Kuala
- Frank Lackteen : Besar